# Альберто I Альберти
Альберто I (итал. Alberto I degli Alberti; ум. 1079 году) — флорентийский государственный деятель. 1-й граф Прато из дома Альберти.

## Биография
Альберто I был сыном, родоначальником рода Альберти Ильдебрандо I. Его отец был владельцем земель которые располагались между Пистойей и Флоренцией, на равнине Прато и в долине реки Бизенцио. После смерти Ильдебрандо I в 1045 году унаследовал Прато и часть земель на окраине Койано, недалеко от реки Бизенцио, в то время как его брат Ильдебрандо II унаследовал Вернио. Земли в Койано Альберто сдал в аренду за ежегодную ренту обеспечивавшую его двор, расположенный в замке Прато. Вместе со своим братом Ильдебрандо, посетил Лукку в 1068 году по просьбе маркграфини Беатриче Тосканской. Его жена и дети пожертвовали участок земли церкви Сан-Стефано в Прато в 1076 или 1077 году. Утверждается, что Лавиния в то время уже была вдовой, хотя другие хронисты полагают, что он умер в апреле 1079 года.

## Семья
Женат на Лавинии, происхождение которой неизвестно. У него было два сына и одна дочь.
Дети:
- Ильдебрандо III[кат.]
- Альберто II Пратский
- Адалегита жена Уголино III графа Ареццо[5].